# Романовская, Анна Яковлевна
Анна Яковлевна Романовская (урождённая Воденова, 1843—1916) — русская театральная актриса. 
Была превосходной исполнительницей ролей женщин с сильными страстями, в роли гранд-дам и благородных героинь актриса имела большой успех. Её сравнивали по стилю с Г. Н. Федотовой. 

## Биография
Родилась 18 июля (30 июля по новому стилю) 1843 года в Самаре в семье актёров. Настоящая её фамилия — Воденова; Романовские — сценический псевдоним родителей (Я. А. Романовский и М. Ф. Романовская), игравших в труппе П. А. Соколова в Казани, Самаре и Екатеринбурге. 
Девочка росла за кулисами театральной жизни отца и матери. В 15 лет она сыграла свою первую роль — крестьянскую девушку Палашу в водевиле А. Ленского «Простушка и воспитанная» — в Екатеринбурге, в антрепризе В. В. Головинского. Вскоре молодая актриса обратила на себя внимание зрителей и критики и через пять лет она стала ведущей актрисой труппы, где сыграла многие роли классического репертуара (в пьесах Шекспира, Шиллера, Гюго, Грибоедова). Работая в Екатеринбурге, иногда вместе с труппой выезжая на гастроли Ирбит. 
В Ирбите в 1869 году с ней произошла трагедия. Некий москвич, гражданин Каллустов, настойчиво ухаживал за актрисой и хотел жениться на ней. Когда в очередной раз он получил отказ, то пришёл в театр на репетицию актрисы и, подойдя к Романовской, выстрелил в неё почти в упор. Несмотря на серьёзность ранения, артистку удалось спасти, а суд признал Каллустова невменяемым. Этот эпизод был зафиксирован в «Ирбитском ярмарочном листке» от 25 февраля 1869 года. Это же событие писатель Д. Н. Мамин-Сибиряк вставил в качестве эпизода в роман «Приваловские миллионы» — там представитель «золотой молодёжи» Виктор Бахарев стреляет из зрительного зала в актрису Катеньку Колпакову. 
Её антрепренёром в Екатеринбурге был А. Д. Херувимов, в прошлом — художник, выпускник Петербургской Академии художеств. Романовская сошлась с ним и стала его гражданской женой. В 1875 году они покинули Урал и жили в Казани до 1985 года. Уже имея известность на Урале, актриса была узнаваема в Казани и пользовалась особенным благоволением университетской молодежи. В 1875—1880 годах она работала в Саратове, в труппе антрепренёра П. М. Медведева. Здесь её партнёрами были известные русские провинциальные актёры — В. Н. Андреев-Бурлак, М. Т. Иванов-Козельский и другие. В её работах чувствовалась обдуманность характера изображаемых персонажей, её сравнивали с Г. Н. Федотовой и П. А. Стрепетовой, которые тоже работали в Саратове. В этом городе Романовскую тоже обожали студенты и даже прозвали её «саратовской богородицей». 
С осени 1885 года А. Я. Романовская выступала на сцене харьковского театра в труппе Товарищества драматических артистов под управлением В. Н. Андреева-Бурлака и Н. И. Новикова. В 1896 году она перебралась в Московский театр Корша, гастролируя с его труппой в провинции. На зимний период 1887—1888 годов актриса вновь вернулась в Харьков, присоединившись к Товариществу артистов под управлением М. М. Бородая. Летний сезон 1888 года отработала в Саратове. А затем вновь вернулась в Москву в театр Корша, где играла по 1909 год, торжественно отметив в этом же году 50-летие своей сценической деятельности, выйдя на сцену в комедии «В царстве скуки». 
Умерла 17 апреля (30 апреля по новому стилю) 1916 года в Москве в своём домике на Большой Царицынской улице (ныне Большая Пироговская). 